# Atentado del Hotel Marriott de Islamabad
El atentado al Hotel Marriott ocurrió el 20 de septiembre de 2008, cuando un camión bomba explotó al frente de un lujoso hotel Marriott en la capital pakistaní de Islamabad, causando la muerte de 53 personas e hiriendo a otras 266.
Al camión bomba lo precedió un vehículo que le permitió franquear el paso para el camión cargado con, aproximadamente, 600 kilos de explosivos de alta calidad que hicieron estallar en la entrada del hotel causando un cráter de 17 metros de diámetro. Una gran parte del lugar se incendió a causa de la explosión de las conducciones de gas. La estructura hotelera quedó gravemente dañada.
Según un hospital y autoridades de seguridad, un ciudadano estadounidense falleció en el ataque y el embajador de la República Checa en Pakistán, Ivo Szdarek. Entre los heridos se encontraban 21 extranjeros.
El Marriott es popular entre visitantes y extranjeros en Pakistán, un complejo de lujo de 259 habitaciones. Con anterioridad ya había sufrido ataques terroristas y contaba con fuertes medidas de seguridad. Días después se supo que el presidente y el primer ministro del país iban a cenar en el hotel la misma noche del atentado, junto al presidente de la Asamblea Nacional y otros destacados dirigentes del país.

## Autoría
Las autoridades crearon un equipo de ocho investigadores y ofrecieron una recompensa de 130.000 dólares por cualquier información sobre el atentado que ayudara a esclarecer la autoría.
El ministro de Interior, Rehman Malik, consideró que era el peor atentado en la historia de Pakistán y el primer ministro pakistaní, Yusuf Rezá Guilani, señaló que se estaba investigando la conexión con Al Qaeda y que la violencia tribal en el país estaba siendo un cáncer.
Dos días después del ataque se detuvo a cinco personas en la zona del Panyab. Al menos uno estaba vinculado con Al Qaeda y pertenecía al grupo que atentó contra Pervez Musharraf.